# FIS Cup kobiet w skokach narciarskich 2013/2014
FIS Cup kobiet w skokach narciarskich 2013/2014 – 2. w historii sezon cyklu FIS Cup w skokach narciarskich kobiet. Rozpoczął się 13 lipca 2013 roku w austriackim Villach, a zakończył 22 lutego 2014 roku w rumuńskim Râșnovie. W sumie rozegranych zostało 8 konkursów, z czego 6 latem i 2 zimą.

## Zwycięzcy

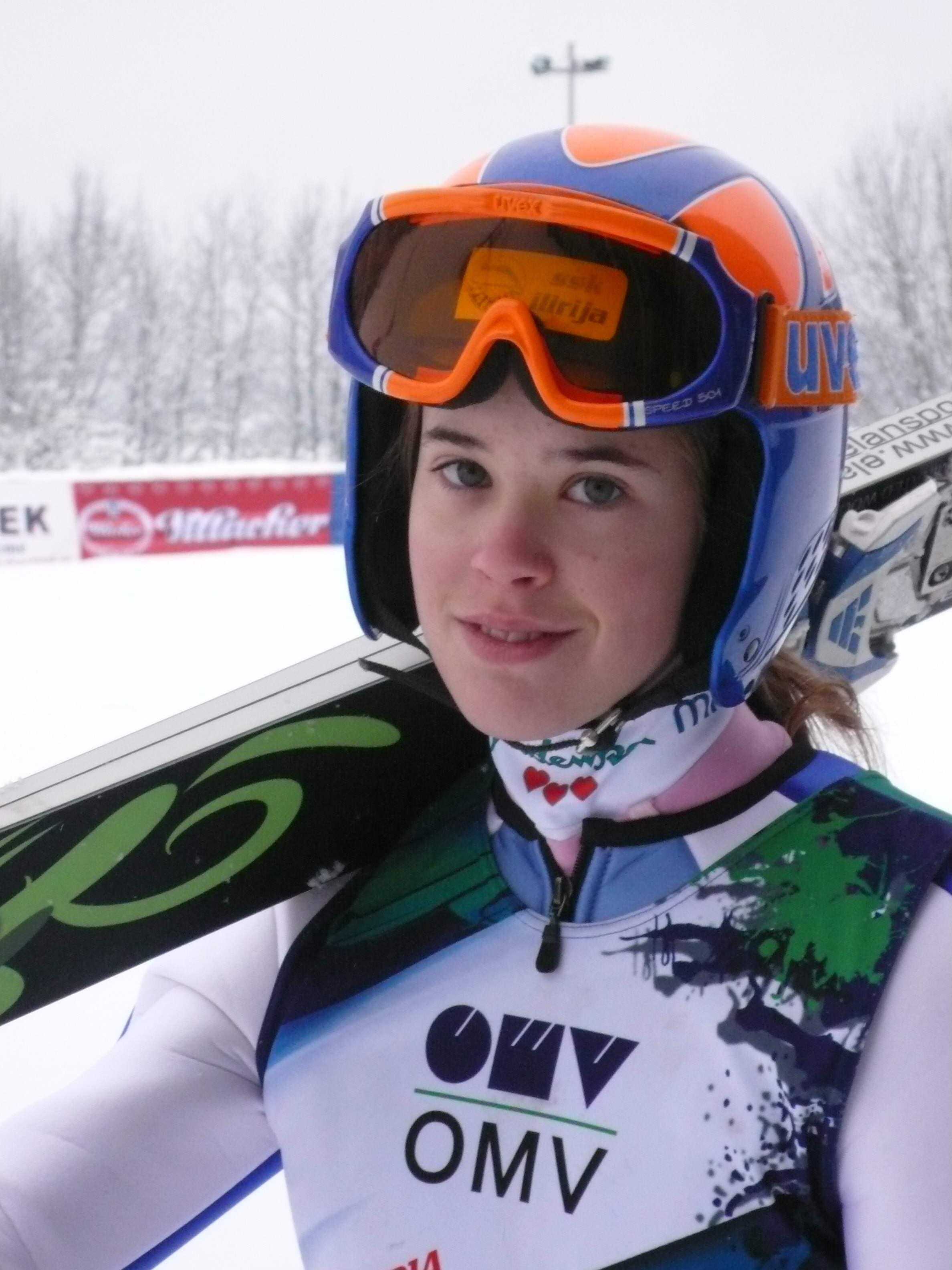
Urša Bogataj – zwyciężczyni klasyfikacji generalnej

## Kalendarz i wyniki
| Lp.                                                             | Data                                                            | Miejscowość                                                     | HS                                                              | Uwagi                                                           | 1. miejsce          | 2. miejsce         | 3. miejsce                     |
| --------------------------------------------------------------- | --------------------------------------------------------------- | --------------------------------------------------------------- | --------------------------------------------------------------- | --------------------------------------------------------------- | ------------------- | ------------------ | ------------------------------ |
| 1.                                                              | 13 lipca 2013                                                   | Villach                                                         | HS-98                                                           | –                                                               | Ema Klinec          | Eva Logar          | Katharina Althaus              |
| 2.                                                              | 14 lipca 2013                                                   | Villach                                                         | HS-98                                                           | –                                                               | Ema Klinec          | Katharina Althaus  | Maja Vtič                      |
| 3.                                                              | 30 sierpnia 2013                                                | Frenštát                                                        | HS-106                                                          | –                                                               | Michaela Doleželová | Urša Bogataj       | Špela Rogelj                   |
| 4.                                                              | 31 sierpnia 2013                                                | Frenštát                                                        | HS-106                                                          | –                                                               | Michaela Doleželová | Urša Bogataj       | Špela Rogelj                   |
| 5.                                                              | 28 września 2013                                                | Râșnov                                                          | HS-71                                                           | –                                                               | Raven Yip           | Yūka Kobayashi     | Haruka Iwasa                   |
| 6.                                                              | 29 września 2013                                                | Râșnov                                                          | HS-71                                                           | –                                                               | Haruka Iwasa        | Mizuki Yamaguchi   | Yūka Kobayashi                 |
| 7.                                                              | 21 lutego 2014                                                  | Râșnov                                                          | HS-71                                                           | –                                                               | Sofja Tichonowa     | Katharina Keil     | Anastasija Gładyszewa          |
| 8.                                                              | 22 lutego 2014                                                  | Râșnov                                                          | HS-71                                                           | –                                                               | Sofja Tichonowa     | Daniela Haralambie | Katharina Keil                 |
| FIS Cup w skokach narciarskich 2013/2014 – klasyfikacja końcowa | FIS Cup w skokach narciarskich 2013/2014 – klasyfikacja końcowa | FIS Cup w skokach narciarskich 2013/2014 – klasyfikacja końcowa | FIS Cup w skokach narciarskich 2013/2014 – klasyfikacja końcowa | FIS Cup w skokach narciarskich 2013/2014 – klasyfikacja końcowa | Urša Bogataj        | Sofja Tichonowa    | Michaela Doleželová Ema Klinec |

## Statystyki indywidualne
| Zawodnik | Villach 13.07 | Villach 14.07 | Frenštát 30.08 | Frenštát 31.08 | Râșnov 28.09 | Râșnov 29.09 | Râșnov 21.02 | Râșnov 22.02 |
| Austria | Austria       | Austria       | Austria        | Austria        | Austria      | Austria      | Austria      | Austria      |
| --- | ------------- | ------------- | -------------- | -------------- | ------------ | ------------ | ------------ | ------------ |
| Chiara Hölzl | 16            | 13            | –              | –              | –            | –            | –            | –            |
| Julia Huber | 27            | 25            | –              | –              | –            | –            | –            | –            |
| Katharina Keil | 21            | 15            | –              | –              | –            | –            | 2            | 3            |
| Michaela Kranzl | 25            | 22            | –              | –              | –            | –            | –            | –            |
| Laura Kummer | 29            | 30            | –              | –              | –            | –            | –            | –            |
| Elisabeth Raudaschl | 15            | 17            | –              | –              | –            | –            | –            | –            |
| Sonja Schoitsch | 23            | 20            | –              | –              | –            | –            | –            | –            |
| Lisa Wiegele | 22            | 24            | –              | –              | –            | –            | –            | –            |
| Chiny |               |               |                |                |              |              |              |              |
| Ma Tong | –             | –             | 6              | dsq            | –            | –            | –            | –            |
| Czechy |               |               |                |                |              |              |              |              |
| Barbora Blažková | –             | –             | 9              | 10             | –            | –            | –            | –            |
| Michaela Doleželová | –             | –             | 1              | 1              | –            | –            | –            | –            |
| Martina Joitová | –             | –             | 13             | 12             | –            | –            | –            | –            |
| Lucie Míková | –             | –             | 5              | 5              | –            | –            | –            | –            |
| Jana Mrákotová | –             | –             | dns            | dns            | –            | –            | –            | –            |
| Veronika Ptáčková | –             | –             | dns            | dns            | –            | –            | –            | –            |
| Vladěna Pustková | –             | –             | 4              | 4              | –            | –            | –            | –            |
| Michaela Rajnochová | –             | –             | 10             | 9              | –            | –            | –            | –            |
| Francja |               |               |                |                |              |              |              |              |
| Marie Hoyau | dsq           | 27            | –              | –              | –            | –            | –            | –            |
| Japonia |               |               |                |                |              |              |              |              |
| Haruka Iwasa | –             | –             | –              | –              | 3            | 1            | –            | –            |
| Yūka Kobayashi | –             | –             | –              | –              | 2            | 3            | –            | –            |
| Jun Maruyama | –             | –             | –              | –              | 6            | 6            | –            | –            |
| Natsuka Sawaya | –             | –             | –              | –              | 4            | 7            | –            | –            |
| Yūka Setō | –             | –             | –              | –              | 5            | 4            | –            | –            |
| Mizuki Yamaguchi | –             | –             | –              | –              | 7            | 2            | –            | –            |
| Kanada |               |               |                |                |              |              |              |              |
| Mahni Bruce | –             | –             | –              | –              | 8            | 8            | –            | –            |
| Raven Yip | –             | –             | –              | –              | 1            | 5            | –            | –            |
| Kazachstan |               |               |                |                |              |              |              |              |
| Wiktorija Alżanowa | –             | –             | –              | –              | –            | –            | 16           | 16           |
| Walentina Sdierżykowa | –             | –             | –              | –              | –            | –            | 10           | 8            |
| Galina Szałuszinina | –             | –             | –              | –              | –            | –            | 11           | 9            |
| Łotwa |               |               |                |                |              |              |              |              |
| Šarlote Šķēle | –             | –             | –              | –              | 12           | 9            | –            | –            |
| Niemcy |               |               |                |                |              |              |              |              |
| Katharina Althaus | 3             | 2             | –              | –              | –            | –            | –            | –            |
| Melanie Faißt | 8             | 8             | –              | –              | –            | –            | –            | –            |
| Ulrike Gräßler | 10            | 7             | –              | –              | –            | –            | –            | –            |
| Melanie Häckert | –             | –             | 11             | 7              | –            | –            | –            | –            |
| Anna Häfele | 18            | 29            | –              | –              | –            | –            | –            | –            |
| Lucienne Höppner | –             | –             | 8              | 6              | –            | –            | –            | –            |
| Juliane Seyfarth | 11            | 10            | –              | –              | –            | –            | –            | –            |
| Svenja Würth | 5             | 5             | –              | –              | –            | –            | –            | –            |
| Polska |               |               |                |                |              |              |              |              |
| Magdalena Pałasz | –             | –             | 7              | 8              | dns          | dns          | –            | –            |
| Joanna Szwab | –             | –             | 12             | 11             | dns          | dns          | –            | –            |
| Rosja |               |               |                |                |              |              |              |              |
| Irina Awwakumowa | 12            | 9             | –              | –              | –            | –            | –            | –            |
| Anastasija Gładyszewa | 12            | 18            | –              | –              | –            | –            | 3            | 5            |
| Darja Gruszyna | 17            | 19            | –              | –              | –            | –            | 6            | 4            |
| Aleksandra Kustowa | dsq           | 21            | –              | –              | –            | –            | –            | –            |
| Stiefanija Nadymowa | 20            | 22            | –              | –              | –            | –            | 9            | 11           |
| Natalja Sołowjowa | –             | –             | –              | –              | –            | –            | 7            | 6            |
| Sofja Tichonowa | 19            | 14            | –              | –              | –            | –            | 1            | 1            |
| Rumunia |               |               |                |                |              |              |              |              |
| Ioana Boeriu | –             | –             | –              | –              | 13           | 13           | dns          | dns          |
| Daniela Haralambie | 24            | 16            | –              | –              | –            | –            | 4            | 2            |
| Carina Militaru | –             | –             | –              | –              | 9            | 10           | 5            | 7            |
| Andreea Sipos | –             | –             | –              | –              | –            | 14           | 12           | 12           |
| Bianca Ștefănuță | –             | –             | –              | –              | 10           | 11           | 15           | 13           |
| Denisa Torok | –             | –             | –              | –              | –            | –            | 14           | 15           |
| Diana Trâmbițaș | –             | –             | –              | –              | 11           | 12           | 8            | 10           |
| Słowenia |               |               |                |                |              |              |              |              |
| Urša Bogataj | 4             | 6             | 2              | 2              | –            | –            | –            | –            |
| Anja Javoršek | 26            | 28            | –              | –              | –            | –            | –            | –            |
| Barbara Klinec | 14            | 11            | –              | –              | –            | –            | –            | –            |
| Ema Klinec | 1             | 1             | –              | –              | –            | –            | –            | –            |
| Eva Logar | 2             | 4             | –              | –              | –            | –            | –            | –            |
| Manja Pograjc | 30            | 31            | –              | –              | –            | –            | –            | –            |
| Katja Požun | 7             | dsq           | –              | –              | –            | –            | –            | –            |
| Špela Rogelj | 9             | 12            | 3              | 3              | –            | –            | –            | –            |
| Maja Vtič | 6             | 3             | –              | –              | –            | –            | –            | –            |
| Węgry |               |               |                |                |              |              |              |              |
| Virág Vörös | –             | –             | –              | –              | –            | –            | 13           | 14           |
| Włochy |               |               |                |                |              |              |              |              |
| Veronica Gianmoena | 28            | 26            | –              | –              | –            | –            | –            | –            |
| Legenda |               |               |                |                |              |              |              |              |
| 1-3 4-30 poniżej 30 dns – Zawodniczka zgłoszona nie wystartowała w konkursie dsq – Zawodniczka zdyskwalifikowana w konkursie - – Zawodniczka nie zgłoszona do konkursu |               |               |                |                |              |              |              |              |

## Klasyfikacja generalna
| Źródło  | Źródło                | Źródło  | Źródło |
| Miejsce | Zawodniczka           | Występy | Punkty |
| ------- | --------------------- | ------- | ------ |
| 1.      | Urša Bogataj          | 4       | 250    |
| 2.      | Sofja Tichonowa       | 4       | 230    |
| 3.      | Ema Klinec            | 2       | 200    |
| 3.      | Michaela Doleželová   | 2       | 200    |
| 5.      | Špela Rogelj          | 4       | 171    |
| 6.      | Katharina Keil        | 4       | 166    |
| 7.      | Haruka Iwasa          | 2       | 160    |
| 8.      | Daniela Haralambie    | 4       | 152    |
| 9.      | Raven Yip             | 2       | 145    |
| 10.     | Anastasija Gładyszewa | 4       | 140    |
| 10.     | Katharina Althaus     | 2       | 140    |
| 10.     | Yūka Kobayashi        | 2       | 140    |
| 13.     | Carina Militaru       | 4       | 136    |
| 14.     | Eva Logar             | 2       | 130    |
| 15.     | Darja Gruszyna        | 4       | 116    |
| 15.     | Mizuki Yamaguchi      | 2       | 116    |
| 17.     | Diana Trâmbițaș       | 4       | 104    |
| 18.     | Maja Vtič             | 2       | 100    |
| 18.     | Vladěna Pustková      | 2       | 100    |
| 20.     | Yūka Setō             | 2       | 95     |
| 21.     | Lucie Míková          | 2       | 90     |
| 21.     | Svenja Würth          | 2       | 90     |
| 23.     | Natsuka Sawaya        | 2       | 86     |
| 23.     | Bianca Ștefănuță      | 4       | 86     |
| 25.     | Jun Maruyama          | 2       | 80     |
| 26.     | Natalja Sołowjowa     | 2       | 76     |
| 27.     | Stiefanija Nadymowa   | 4       | 73     |
| 28.     | Lucienne Höppner      | 2       | 72     |
| 29.     | Magdalena Pałasz      | 2       | 68     |
| 30.     | Mahni Bruce           | 2       | 64     |
| 30.     | Melanie Faißt         | 2       | 64     |
| 32.     | Ulrike Gräßler        | 2       | 62     |
| 32.     | Andreea Sipos         | 3       | 62     |
| 34.     | Melanie Häckert       | 2       | 60     |
| 35.     | Walentina Sdierżykowa | 2       | 58     |
| 36.     | Michaela Rajnochová   | 2       | 55     |
| 36.     | Barbora Blažková      | 2       | 55     |
| 38.     | Galina Szałuszinina   | 2       | 53     |
| 39.     | Šarlote Šķēle         | 2       | 51     |
| 39.     | Irina Awwakumowa      | 2       | 51     |
| 41.     | Juliane Seyfarth      | 2       | 50     |
| 42.     | Joanna Szwab          | 2       | 46     |
| 43.     | Martina Joitová       | 2       | 42     |
| 43.     | Barbara Klinec        | 2       | 42     |
| 45.     | Ma Tong               | 1       | 40     |
| 45.     | Ioana Boeriu          | 2       | 40     |
| 47.     | Virág Vörös           | 2       | 38     |
| 48.     | Katja Požun           | 1       | 36     |
| 49.     | Chiara Hölzl          | 2       | 35     |
| 50.     | Denisa Torok          | 2       | 34     |
| 51.     | Elisabeth Raudaschl   | 2       | 30     |
| 51.     | Wiktorija Alżanowa    | 2       | 30     |
| 53.     | Sonja Schoitsch       | 2       | 19     |
| 54.     | Lisa Wiegele          | 2       | 16     |
| 55.     | Michaela Kranzl       | 2       | 15     |
| 55.     | Anna Häfele           | 2       | 15     |
| 57.     | Julia Huber           | 2       | 10     |
| 57.     | Aleksandra Kustowa    | 1       | 10     |
| 59.     | Anja Javoršek         | 2       | 8      |
| 59.     | Veronica Gianmoena    | 2       | 8      |
| 61.     | Marie Hoyau           | 1       | 4      |
| 62.     | Laura Kummer          | 2       | 3      |
| 63.     | Manja Pograjc         | 2       | 1      |